# Amboise
Pour les articles homonymes, voir Amboise (homonymie).
Amboise est une commune française située dans le département d'Indre-et-Loire dans l'arrondissement de Loches en région Centre-Val de Loire.
Située sur les bords de la Loire, la cité doit sa renommée au château d'Amboise qui la domine, à la tour de l'Horloge, à l'église Saint-Denis, au château du Clos Lucé où vécut et s'éteignit Léonard de Vinci, au domaine-royal de Château-Gaillard construit par Charles VIII en 1496 (dont les jardins aménagés par Pacello da Mercogliano), à la Maison des Pages de Camille Aubaude et à la pagode de Chanteloup. Son nom est aussi attaché à la sanglante « conjuration d'Amboise » de mars 1560.
C'est l'une des onze communes viticoles de l'aire d'appellation d'origine contrôlée (AOC) « touraine-amboise ».
Amboise est située dans le périmètre du Val de Loire, inscrit au patrimoine mondial de l'UNESCO.

## Géographie
Amboise s'étend, pour l'essentiel, sur la rive sud de la Loire, à un endroit où le fleuve se sépare en deux bras. Il enserre une île (dénommée île Saint-Jean, en souvenir d'un prieuré malmené par les crues, Grande-Île ou Île-d'Or), qui fait partie du territoire communal.

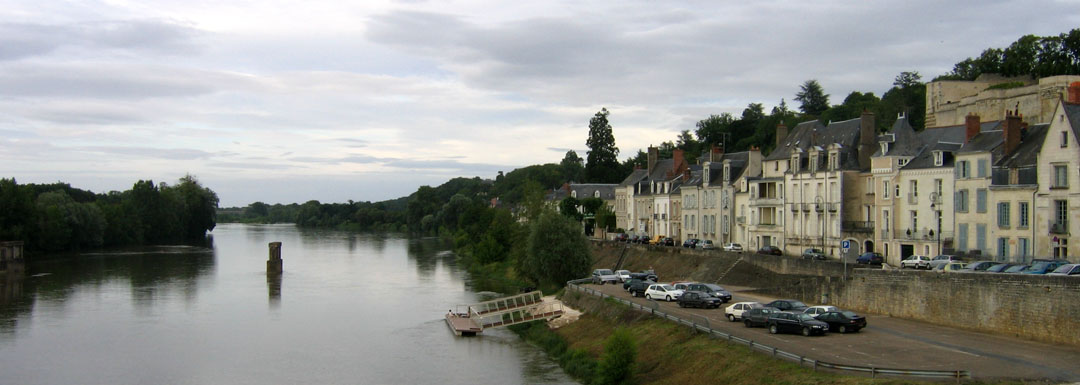
Le bord de la Loire à Amboise.

La ville est protégée des crues de la Loire, au sud, au nord, à l'ouest et à l'est par de très puissantes digues situé à côté du port (promenade du Mail, en forte surélévation par rapport aux premières maisons). Le faubourg établi sur la vaste île fut cantonné dans sa partie la plus élevée et défendu des hautes eaux par une digue (1780).
La cité ancienne est surplombée par le plateau sur lequel est établi son château.
Amboise s'est développée au nord de la Loire, avec le quartier de la gare, mais également au sud où en 1946, la commune a absorbé celle voisine de Saint-Denis-Hors.
Paris se trouve à 230 km.

### Communes limitrophes
Lussault-sur-Loire, Saint-Martin-le-Beau, Dierre, La Croix-en-Touraine, Civray-de-Touraine, Souvigny-de-Touraine, Saint-Règle, Chargé, et du côté nord de la Loire : Nazelles-Négron, Pocé-sur-Cisse.

### Hydrographie

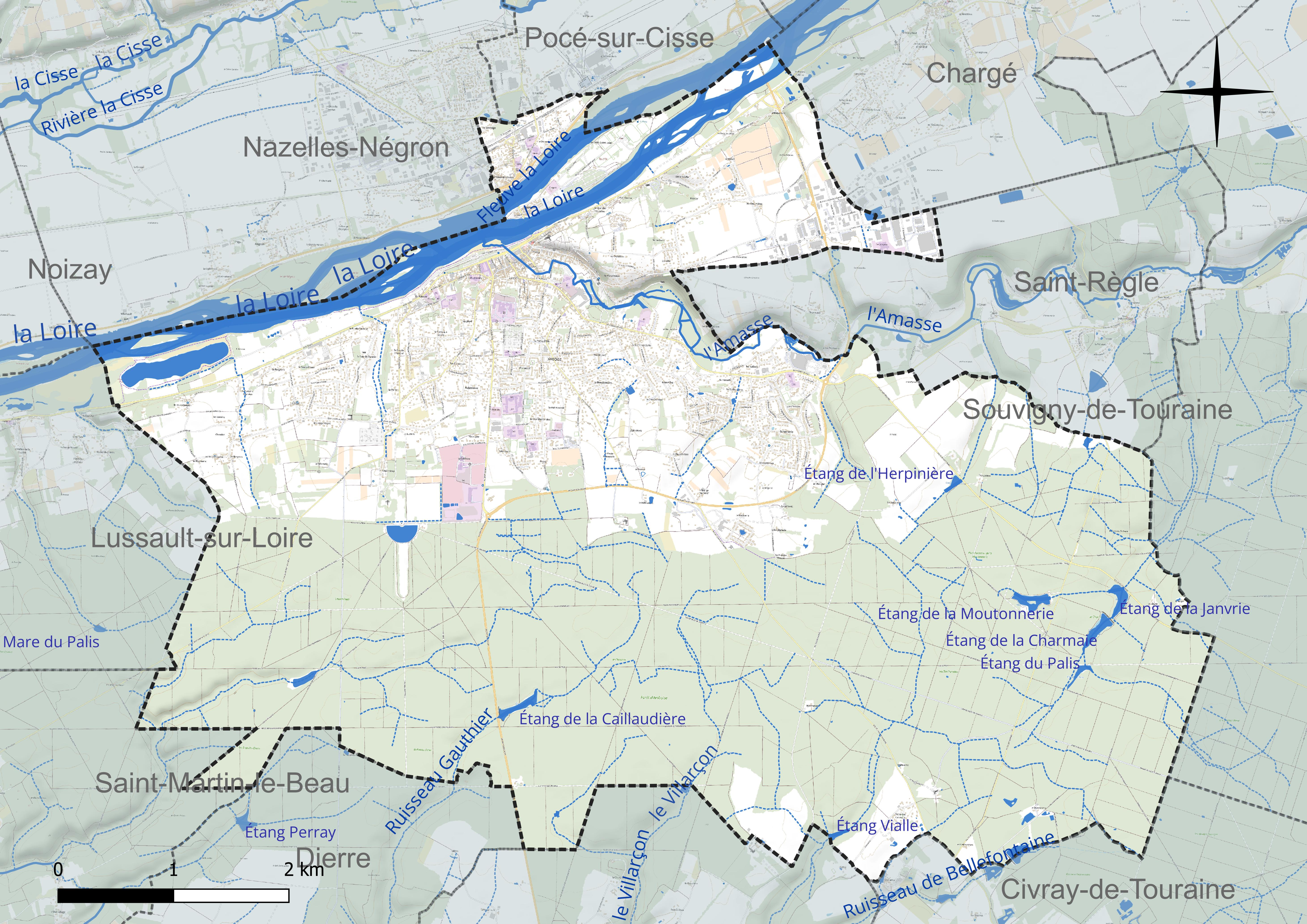
Réseau hydrographique d'Amboise.

La commune est bordée sur son flanc nord-ouest par la Loire (4,23 km). Le réseau hydrographique communal, d'une longueur totale de 29,62 km, comprend un autre cours d'eau notable, l'Amasse (4,045 km), et divers petits cours d'eau dont le Villarçon (0,652 km),.
Le cours de la Loire s'insère dans une large vallée qu'elle a façonnée peu à peu depuis des milliers d'années. Elle traverse d'est en ouest le département d'Indre-et-Loire depuis Mosnes jusqu'à Candes-Saint-Martin, avec un cours large et lent. La Loire présente des fluctuations saisonnières de débit assez marquées. Sur le plan de la prévision des crues, la commune est située dans le tronçon du Val de Loire orléanais, qui court entre la sortie de Sully-sur-Loire (Loiret et la sortie de Nazelles-Négron, dont la station hydrologique de référence la plus proche est située à Blois. Le débit mensuel moyen (calculé sur 156 ans pour cette station) varie de 118 m3/s au mois d'août à 583 m3/s au mois de février. Le débit instantané maximal observé sur cette station est de 3 050 m3/s et s'est produit le 9 décembre 2003, la hauteur maximale relevée a été de 5,05 m le 11 janvier 1982,.
Sur le plan piscicole, la Loire est classée en deuxième catégorie piscicole. Le groupe biologique dominant est constitué essentiellement de poissons blancs (cyprinidés) et de carnassiers (brochet, sandre et perche).
L'Amasse, d'une longueur totale de 29,2 km, prend sa source à Pontlevoy en Loir-et-Cher et se jette dans la Loire à Amboise, dans le bourg, après avoir traversé 7 communes. Sur le plan piscicole, l'Amasse est également classée en deuxième catégorie piscicole.
Six zones humides ont été répertoriées sur la commune par la direction départementale des Territoires (DDT) et le conseil départemental d'Indre-et-Loire : « l'étang de la Pagode de Chanteloup », « l'étang de l'Herpinière », « l'étang de la Janvrie », « l'étang du Pâlis », « l'étang de la Quantinerie » et le « Val de Loire de Mosnes à Candes-Saint-Martin »,.

### Voies de communication et transports

#### Transports doux

Tracé de l'EV6.

L'EuroVelo 6 ou EV6, également connue sous le nom d'« Eurovéloroute des Fleuves », est une véloroute de type EuroVelo qui traverse Amboise en reliant Saint-Nazaire à Constanţa. C'est la plus célèbre véloroutes européennes, longue de 3 653 km, elle traverse l'Europe d'ouest en est, de l'océan Atlantique à la mer Noire en passant par dix pays. Elle suit l'itinéraire de trois des plus grands fleuves européens : la Loire, le Rhin et le Danube.

#### Réseau TER Centre-Val de Loire et Intercités (Trains)
La gare d'Amboise est aujourd'hui desservie par des trains TER Centre-Val de Loire et Intercités entre Tours, Blois, Orléans et Paris-Austerlitz.

#### Réseau régional Rémi (Autocars)
Géré par la région Centre-Val de Loire et exploité par Transdev Touraine, le réseau Rémi permet de relier Amboise a de multiples communes via les lignes C, TA, TB et LMC.

#### RéseauLe Bus(Autobus)

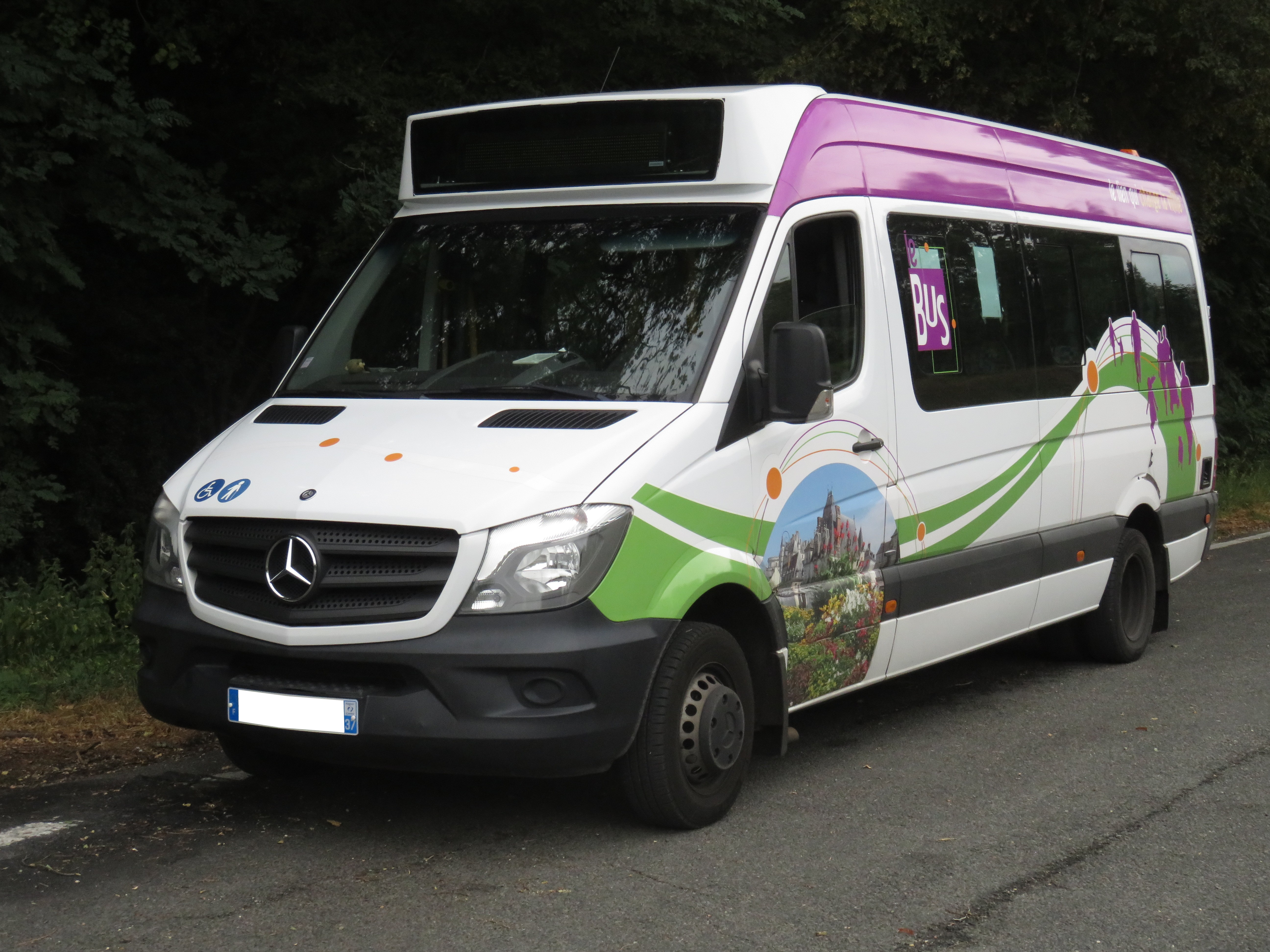
Le minibus municipal exploité sur la navette Le bus à l’été 2018.

Le Bus est le nom de la navette mise en place par la mairie d’Amboise. Elle circule tous les jours et dessert différents quartiers d’Amboise ainsi que la commune limitrophe de Nazelles-Négron.

### Climat
Pour des articles plus généraux, voir Climat du Centre-Val de Loire et Climat d'Indre-et-Loire.
En 2010, le climat de la commune est de type climat océanique dégradé des plaines du Centre et du Nord, selon une étude du Centre national de la recherche scientifique s'appuyant sur une série de données couvrant la période 1971-2000. En 2020, Météo-France publie une typologie des climats de la France métropolitaine dans laquelle la commune est exposée à un climat océanique altéré et est dans la région climatique Moyenne vallée de la Loire, caractérisée par une bonne insolation (1 850 h/an) et un été peu pluvieux.
Pour la période 1971-2000, la température annuelle moyenne est de 11,4 °C, avec une amplitude thermique annuelle de 15,2 °C. Le cumul annuel moyen de précipitations est de 715 mm, avec 11,1 jours de précipitations en janvier et 7 jours en juillet. Pour la période 1991-2020, la température moyenne annuelle observée sur la station météorologique installée sur la commune est de 12,2 °C et le cumul annuel moyen de précipitations est de 711,0 mm,. Pour l'avenir, les paramètres climatiques de la commune estimés pour 2050 selon différents scénarios d'émission de gaz à effet de serre sont consultables sur un site dédié publié par Météo-France en novembre 2022.
| Mois                                  | jan.           | fév.           | mars           | avril         | mai            | juin          | jui.           | août          | sep.          | oct.            | nov.          | déc.             | année      |
| ------------------------------------- | -------------- | -------------- | -------------- | ------------- | -------------- | ------------- | -------------- | ------------- | ------------- | --------------- | ------------- | ---------------- | ---------- |
| Température minimale moyenne (°C)     | 2,3            | 2,2            | 4,1            | 6,1           | 9,6            | 12,7          | 14,3           | 14,2          | 11,1          | 8,9             | 5,1           | 2,7              | 7,8        |
| Température moyenne (°C)              | 4,9            | 5,6            | 8,5            | 11,2          | 14,8           | 18,2          | 20,1           | 20            | 16,6          | 12,9            | 8,2           | 5,4              | 12,2       |
| Température maximale moyenne (°C)     | 7,6            | 9              | 12,9           | 16,3          | 20             | 23,7          | 25,9           | 25,9          | 22            | 17              | 11,4          | 8                | 16,6       |
| Record de froid (°C) date du record   | −11,9 07.01.09 | −13,1 07.02.12 | −10,8 01.03.05 | −2,5 06.04.21 | 0,3 07.05.1997 | 3,8 01.06.06  | 6,5 13.07.1993 | 6,6 26.08.18  | 3,6 25.09.02  | −3,6 30.10.1997 | −8,8 30.11.10 | −11,7 30.12.1996 | −13,1 2012 |
| Record de chaleur (°C) date du record | 16,2 16.01.20  | 23,4 27.02.19  | 25,6 31.03.21  | 29,4 30.04.05 | 31,7 27.05.05  | 37,9 29.06.19 | 41,4 25.07.19  | 40,3 10.08.03 | 35,5 14.09.20 | 28,1 02.10.11   | 22,3 07.11.15 | 18,4 07.12.00    | 41,4 2019  |
| Précipitations (mm)                   | 62,3           | 53,6           | 49             | 51,2          | 60,6           | 54,9          | 55,2           | 52,9          | 54,5          | 70              | 70,9          | 75,9             | 711        |

## Urbanisme

### Typologie
Au 1er janvier 2024, Amboise est catégorisée petite ville, selon la nouvelle grille communale de densité à sept niveaux définie par l'Insee en 2022.
Elle appartient à l'unité urbaine de Tours, une agglomération intra-départementale regroupant 38  communes, dont elle est une commune de la banlieue,,. Par ailleurs la commune fait partie de l'aire d'attraction de Tours, dont elle est une commune de la couronne,. Cette aire, qui regroupe 162 communes, est catégorisée dans les aires de 200 000 à moins de 700 000 habitants,.

### Occupation des sols
L'occupation des sols de la commune, telle qu'elle ressort de la base de données européenne d’occupation biophysique des sols Corine Land Cover (CLC), est marquée par l'importance des forêts et milieux semi-naturels (57,4 % en 2018), une proportion identique à celle de 1990 (57,4 %). La répartition détaillée en 2018 est la suivante : 
forêts (56,7 %), zones agricoles hétérogènes (15,5 %), zones urbanisées (14,7 %), terres arables (4,6 %), eaux continentales (3,9 %), zones industrielles ou commerciales et réseaux de communication (1,9 %), espaces verts artificialisés, non agricoles (1 %), prairies (0,9 %), milieux à végétation arbustive et/ou herbacée (0,7 %), cultures permanentes (0,1 %). L'évolution de l’occupation des sols de la commune et de ses infrastructures peut être observée sur les différentes représentations cartographiques du territoire : la carte de Cassini (XVIIIe siècle), la carte d'état-major (1820-1866) et les cartes ou photos aériennes de l'IGN pour la période actuelle (1950 à aujourd'hui).

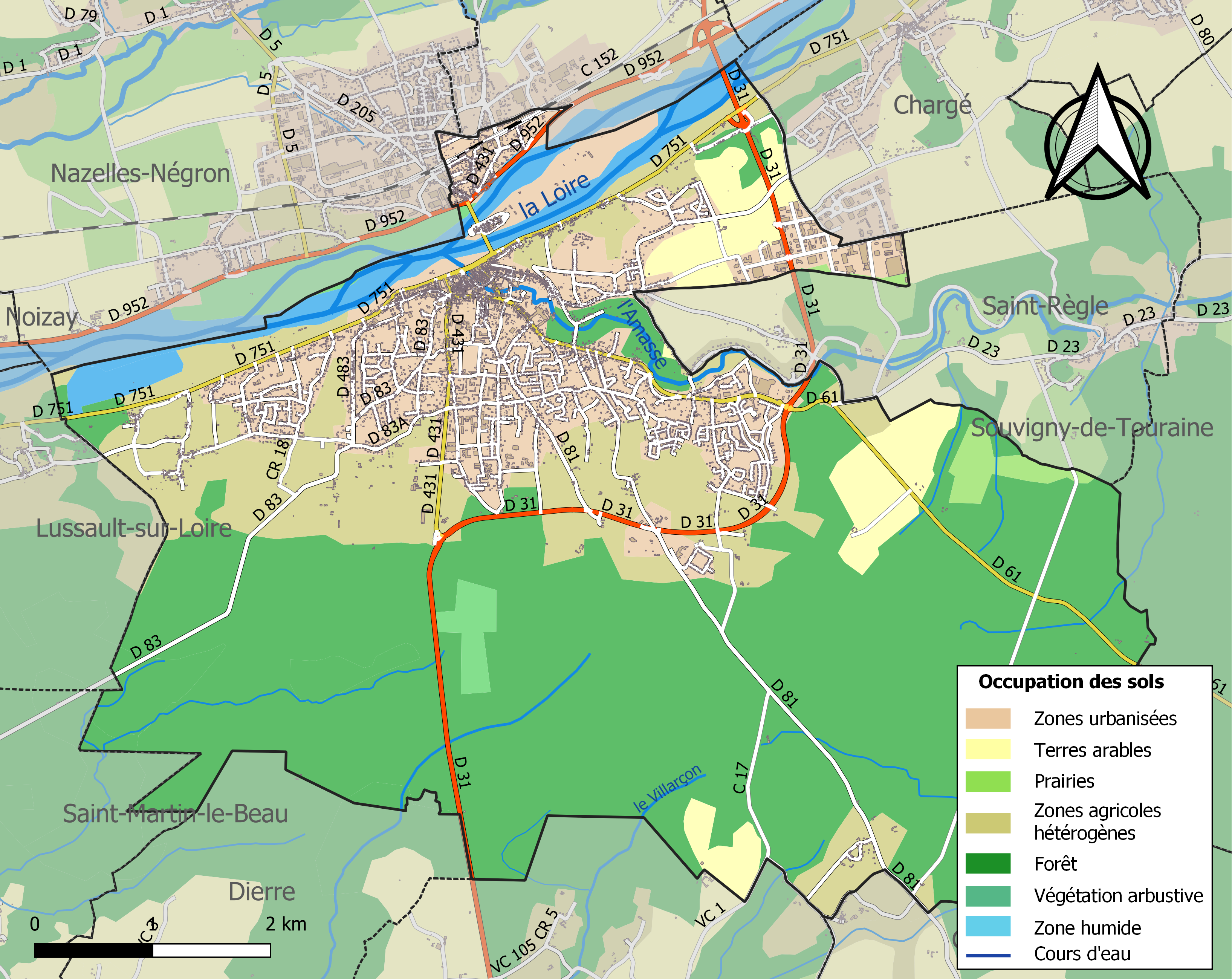
Carte des infrastructures et de l'occupation des sols de la commune en 2018 (CLC).

### Risques majeurs
Le territoire de la commune d'Amboise est vulnérable à différents aléas naturels : météorologiques (tempête, orage, neige, grand froid, canicule ou sécheresse), inondations, feux de forêts, mouvements de terrains et séisme (sismicité très faible). Il est également exposé à un risque technologique, et le risque industriel. Un site publié par le BRGM permet d'évaluer simplement et rapidement les risques d'un bien localisé soit par son adresse soit par le numéro de sa parcelle.

#### Risques naturels
Certaines parties du territoire communal sont susceptibles d’être affectées par le risque d’inondation par débordement de cours d'eau, notamment l'Amasse et la Loire. La commune a été reconnue en état de catastrophe naturelle au titre des dommages causés par les inondations et coulées de boue survenues en 1990, 1999, 2016 et 2018,.
Pour anticiper une remontée des risques de feux de forêt et de végétation vers le nord de la France en lien avec le dérèglement climatique, les services de l’État en région Centre-Val de Loire (DREAL, DRAAF, DDT) avec les SDIS ont réalisé en 2021 un atlas régional du risque de feux de forêt, permettant d’améliorer la connaissance sur les massifs les plus exposés. La commune, étant pour partie dans le massif d'Amboise, est classée au niveau de risque 3, sur une échelle qui en comporte quatre (1 étant le niveau maximal).

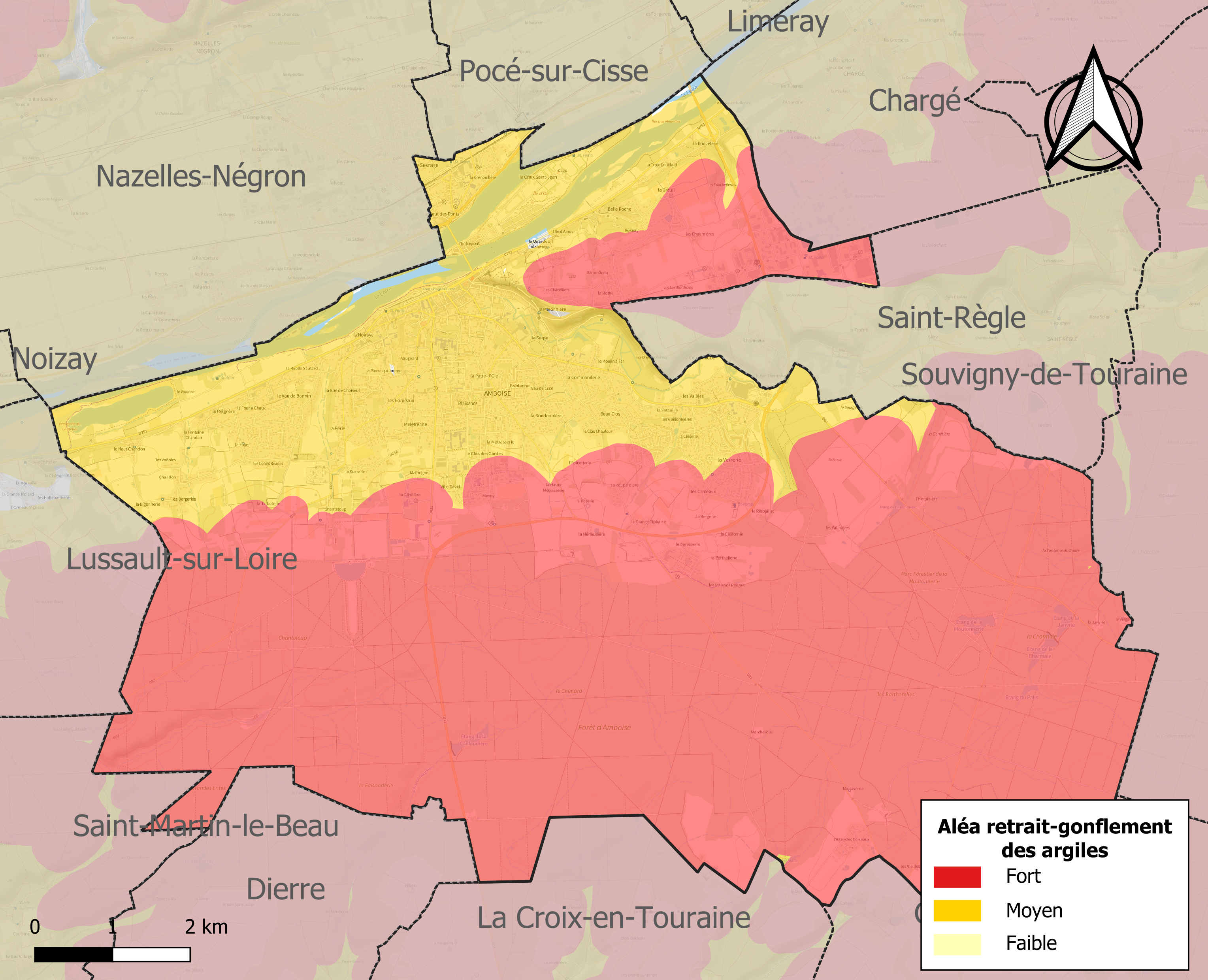
Carte des zones d'aléa retrait-gonflement des sols argileux d'Amboise.

La commune est vulnérable au risque de mouvements de terrains constitué principalement du retrait-gonflement des sols argileux. Cet aléa est susceptible d'engendrer des dommages importants aux bâtiments en cas d’alternance de périodes de sécheresse et de pluie. 99,5 % de la superficie communale est en aléa moyen ou fort (90,2 % au niveau départemental et 48,5 % au niveau national). Sur les 4 289 bâtiments dénombrés sur la commune en 2019, 4274 sont en aléa moyen ou fort, soit 100 %, à comparer aux 91 % au niveau départemental et 54 % au niveau national. Une cartographie de l'exposition du territoire national au retrait gonflement des sols argileux est disponible sur le site du BRGM,.
Concernant les mouvements de terrains, la commune a été reconnue en état de catastrophe naturelle au titre des dommages causés par la sécheresse en 1990, 1992, 1996, 1997 et 2011 et par des mouvements de terrain en 1985, 1999 et 2001.

#### Risques technologiques
La commune est exposée au risque industriel du fait de la présence sur son territoire d'une entreprise soumise à la directive européenne SEVESO.

## Toponymie
Le nom d'Amboise serait une composition de deux éléments celtiques. Le préfixe -amb serait issu du gaulois -ambi signifiant : « autour de » ou même « alentour » ou bien « des deux côtés », que l'on retrouve dans le nom du roi légendaire gaulois des Bituriges Cubes : Ambi-catos ou Ambi-gatos qui veut dire, « celui qui se bat des deux côtés », et même dans le mot français, ambassade, amb-assade. Quant au suffixe -oise, il serait issu de l'hydronyme celtique -isara signifiant : « l'impétueuse » ou « la rapide ». Cet hydronyme est également à l'origine de la rivière de l'Oise ou de l'Isère, notons par ailleurs qu'il est apparenté au latin -aes et -asilus. Le sens « entre deux eaux » pourrait être une déformation de l'originel due au temps, mais l'on retrouve bien l'élément de localisation puis l'élément de l'eau.[réf. nécessaire]

## Histoire

### Préhistoire

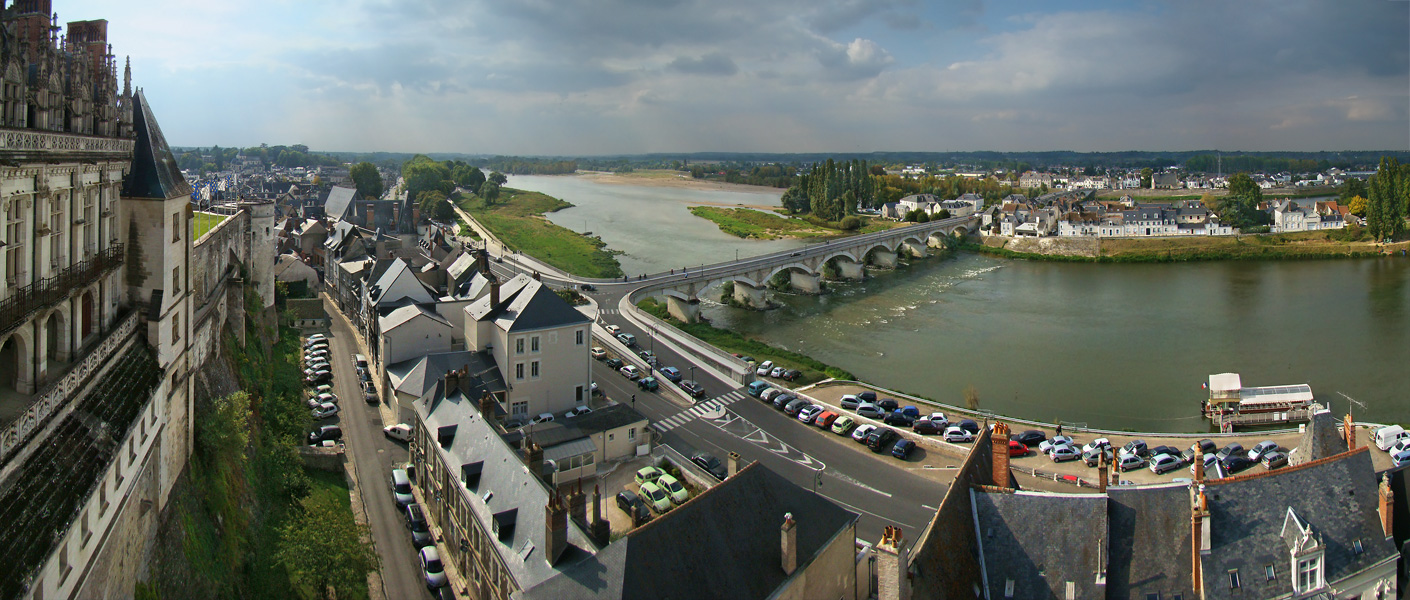
La Loire vue depuis le château d'Amboise.

L'éperon des Châtelliers, sur lequel est bâti le château d'Amboise, recèle un des plus importants sites néolithiques chasséens du Val de Loire, découvert lors de fouilles effectuées par A. et S. Högström entre 1954 et 1957. On y découvrit en particulier une idole féminine remarquable.

### Protohistoire et Antiquité: le plateau des Châtelliers
Le site des Châtelliers est occupé en continu durant la Protohistoire et l'Antiquité. Il est documenté par plus d'une quarantaine d'opérations archéologiques,,.
Les fouilles ont mis au jour des occupations de l'Âge du bronze, dont un dépôt rituel de la fin de la période, anciennement considéré comme relevant d'un atelier de fondeur,. Un premier rempart de terre délimite une zone de 8 ha sur l'éperon, cet aménagement date peut-être de cette période ou du Néolithique,,.
Au second Âge du fer, l'éperon est occupé par l'oppidum des Châteliers de 50 ha, fermé par un rempart gaulois de terre. À la fin de la période, le site pourrait correspondre au chef-lieu du peuple des Turones avant son transfert à Caesarodunum (Tours).
Durant le Ier siècle av. J.-C. et les deux premiers siècles de notre ère, le site des Châtelliers correspond à une importante agglomération. Les fouilles ont mis au jour habitats, voiries et structures artisanales ainsi que des monuments publics, en particulier un sanctuaire occupé au moins dès la deuxième moitié du Ier siècle av. J.-C,,. Le site semble déserté après le IIe siècle de notre ère. Sulpice-Sévère rapporte toutefois la destruction d'un sanctuaire par Martin de Tours (saint), vers 374, lors de sa campagne d'évangélisation de la Touraine :
« Dans le bourg d'Amboise (c'est-à-dire dans le vieux château, maintenant habité par un grand nombre de moines) on voyait un temple d'idoles élevé à grands frais. C'était une tour bâtie en pierre de taille, qui s'élevait en forme de cône, et dont la beauté entretenait l'idolâtrie dans le pays. Le saint homme avait souvent recommandé à Marcel, prêtre de cet endroit, de la détruire. »
« Étant revenu quelque temps après, il le réprimanda de ce que le temple subsistait encore. Celui-ci prétexta qu'une troupe de soldats et une grande foule de peuple viendraient difficilement à bout de renverser une pareille masse de pierres, et que c'était une chose impossible pour de faibles clercs et des moines exténués. Alors Martin, recourant à ses armes ordinaires, passa toute la nuit à prier. Dès le matin s'éleva une tempête qui renversa le temple de l'idole jusque dans ses fondements. Je tiens ce fait de Marcel, qui en fut témoin. »
L'agglomération se développe ensuite sur le coteau opposé au promontoire[réf. nécessaire] , par-delà le marais de l'Amasse (qui a donné son nom à la ville), aux alentours de l'actuelle église Saint-Denis.
Le lieu est connu sous les noms d'Ambatiensis vicus au Ve siècle (Sulpice-Sévère, Dialogii, III, 8, 4), d'Ambaciensis vicus (Grégoire de Tours, Historia Francorum, II, 35 et X, 31) et d'Ambiacensis vicus au VIe siècle (Grégoire de Tours, De virtutibus sancti Martini, II, 17 et IV, 42).

### Moyen Âge
Au début du VIe siècle, des rivalités permanentes, à la fois territoriales et religieuses, opposaient les Francs saliens, catholiques, dirigés par Clovis, qui occupaient le nord de la Gaule, et les Wisigoths, ariens, dirigés par Alaric II, qui en occupaient le grand Sud-Ouest français. Pour tenter d'y mettre fin, le roi des Ostrogoths, Théodoric le Grand, écrivit des lettres aux deux protagonistes pour les convaincre de trouver un accord. Cette démarche aboutit en 504 à une rencontre entre les deux rois qui se déroula sur l'île Saint-Jean[réf. nécessaire], appelée aujourd'hui l'île d'Or. Les deux rivaux se promirent une alliance éternelle qui demeura lettre morte, puisque le différend ne fut réglé que par la mort d'Alaric II à la bataille de Vouillé en 507. En 546, le seigneur d'Amboise était saint Baud, évêque de Tours, sans que l’on sache au juste la nature de son lien de dépendance au roi Clotaire Ier. Ensuite, on ne dispose plus d'informations historiques jusqu'au milieu du IXe siècle.

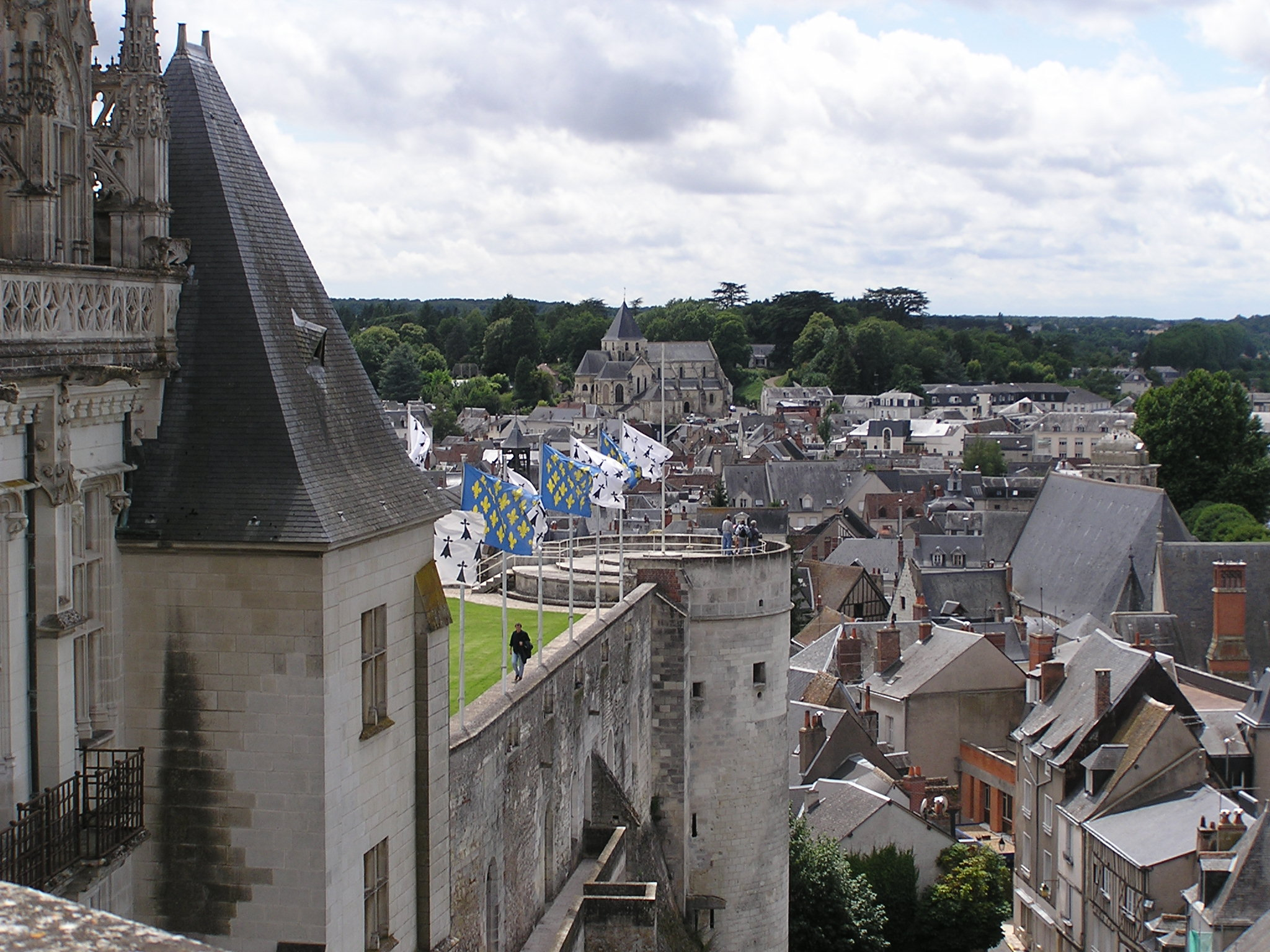
Amboise vue du château.

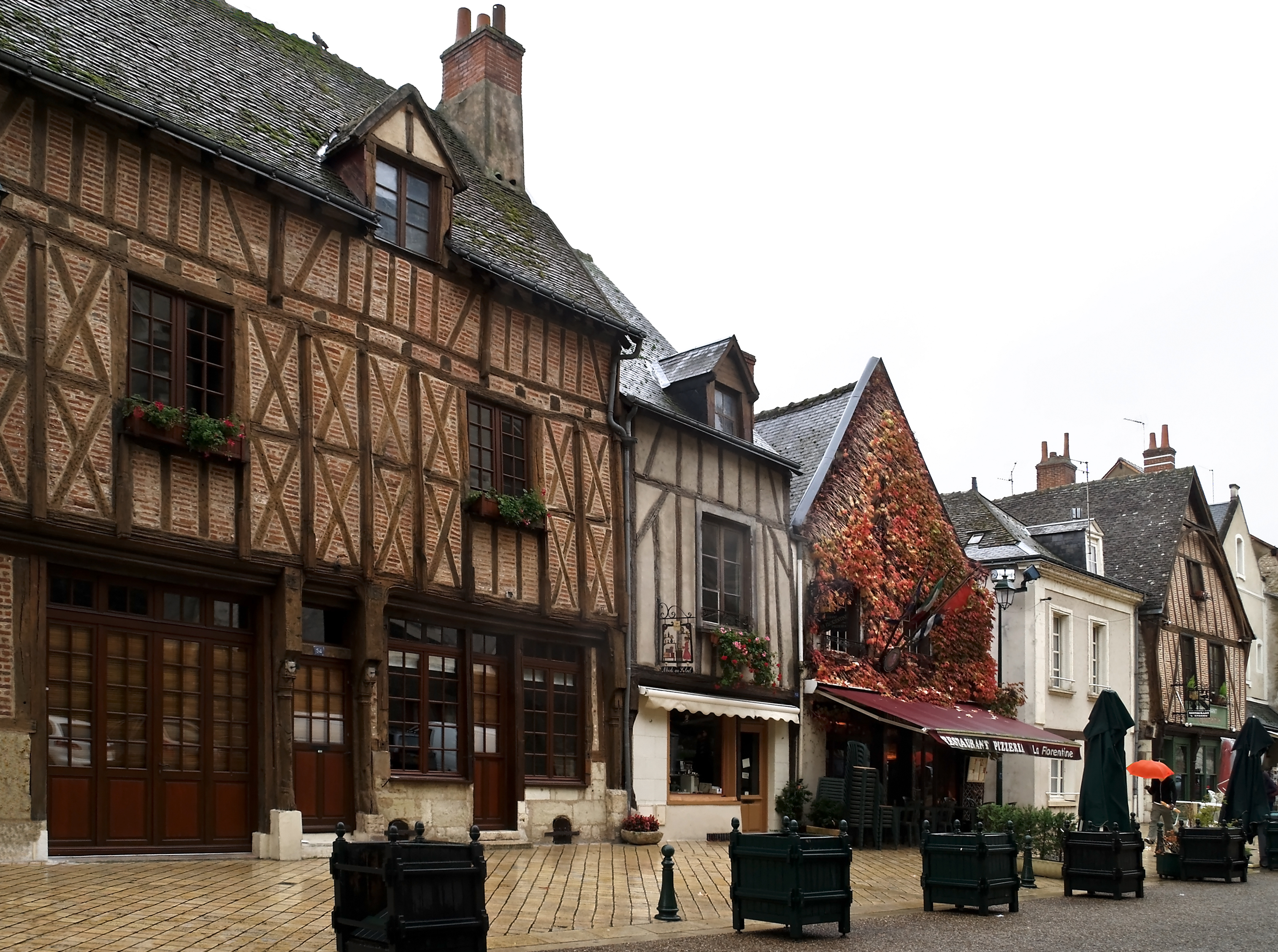
Maisons à pans de bois près du château.

En 840, au cours des raids vikings, les ponts de bois qui traversaient la Loire furent détruits. Le château fut à nouveau ravagé par les hommes du Nord en 853, puis en 878. Dans le dernier quart du IXe siècle, une certaine Aelindis reçut en dot de ses oncles Adalard (Adalardus), archevêque de Tours de 875 à 890 et Rainon (Regino), évêque d’Angers, le fief d'Amboise, lors de son mariage avec Ingelger, vicomte d'Angers. Vers 878, à la demande des deux prélats, Louis II le Bègue fit relever et fortifier le château et reconstruire les ponts. À cette époque le territoire d'Amboise était divisé en trois seigneuries dont la plus importante (La Maison consulaire) était celle attribuée à Ingelger. La seconde seigneurie (dite de la Tour) appartenait à Sulpice Ier d'Amboise, père d'Hugues Ier d'Amboise, futur trésorier de l'abbaye Saint-Martin de Tours. La troisième seigneurie était dite "de la Motte". Ces trois seigneurs s'opposaient fréquemment, ce qui n'était guère favorable au développement de la ville d'Amboise. Très occupé à rétablir la paix dans la région, Ingelger confia Amboise à Robert, fils de Haimo, un homme puissant qui lui était fidèle et qui possédait une partie de la forteresse par droit héréditaire.
Durant la période allant de 878 à 1107, les deux principales seigneuries d'Amboise cohabitèrent :
- au château, les comtes d'Anjou descendants d'Ingelger : Foulques Ier, Foulque II, Geoffroy Ier et Foulques Nerra ;
- au bourg, les descendants d'Haimon de Buzançais : Sulpice Ier dit mille boucliers, Robert, Archambaut et son frère Sulpice II.

Au retour de son pèlerinage en Terre Sainte, Foulques Nerra confia la garde du château à Lisois dont il avait apprécié l'intelligence et le courage à ses côtés. Lisois épousa Hersende de Buzançais, fille d'Archambaut et nièce de Sulpice, réunissant ainsi château et bourg et créant la maison d'Amboise.
Après la mort d'Henri II Plantagenêt (1133-1189), seigneur d'Anjou et roi d'Angleterre et profitant que Richard Cœur de Lion soit retenu prisonnier par l'empereur germanique Henri VI capturé lors de son retour de la troisième croisade, Philippe Auguste intrigue avec Jean sans Terre, le frère de Richard Cœur de Lion, et, se fait donner Amboise.
En 1429, Jeanne d'Arc passa par Amboise alors qu'elle se rendait à Orléans[réf. nécessaire].

### Renaissance

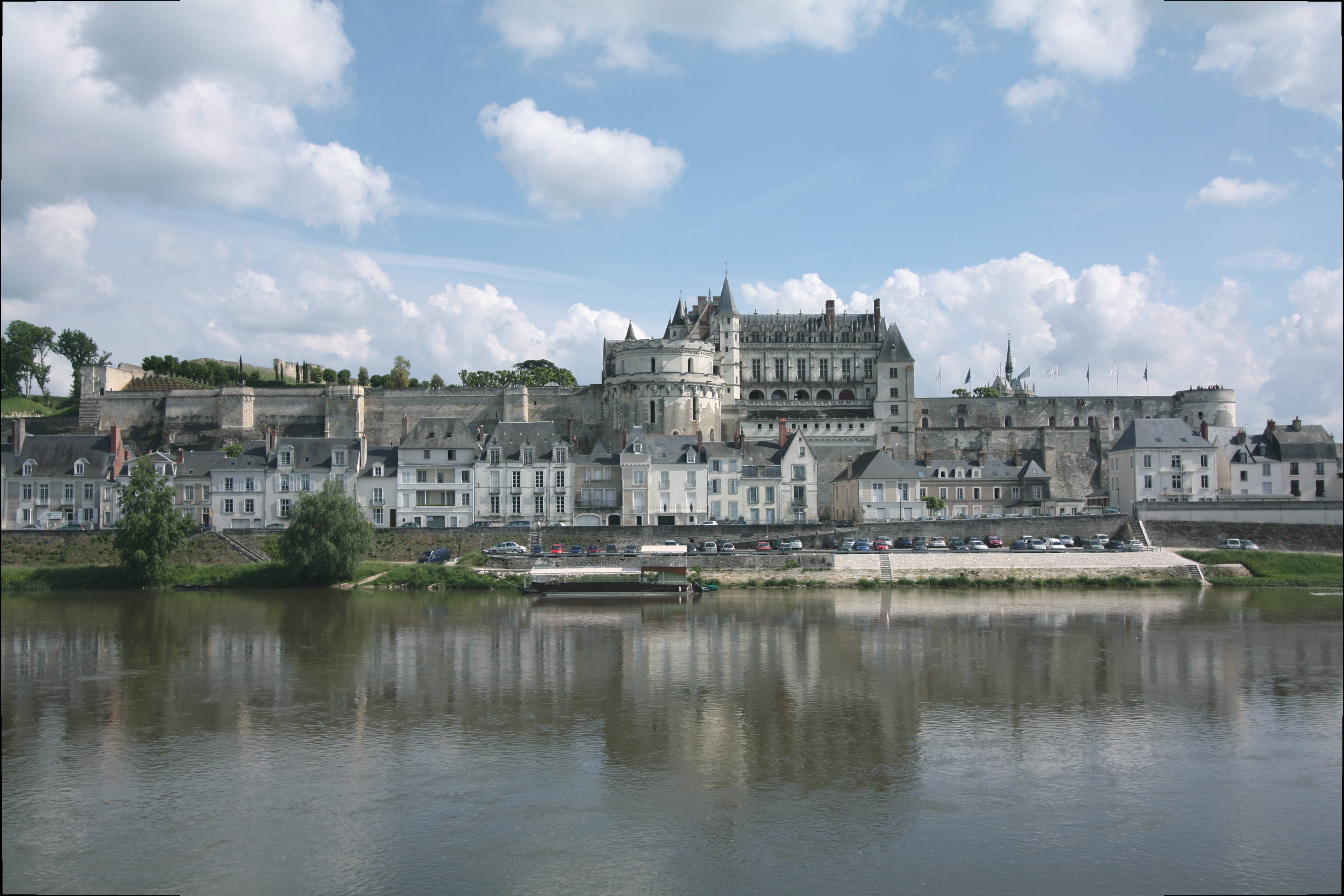
Le château d'Amboise au bord de la Loire.

L'histoire de la ville se confond pour l'essentiel avec celle de ses châteaux : le château royal où réside la cour du roi Charles VIII puis de François Ier, le château du Clos Lucé, où vécut Léonard de Vinci et le domaine-royal de Château-Gaillard, demeure du maître Pacello da Mercogliano, architecte des jardins des trois rois de la Renaissance. Très attaché à la vieille forteresse où il avait passé sa jeunesse, Charles VIII avait décidé la métamorphose du château royal au lendemain de son mariage avec Anne de Bretagne. Louis XII et, surtout, François Ier, arrivé au château d'Amboise à l'âge de quatre ans y donnera de nombreuses fêtes, en poursuivirent les aménagements du logis Renaissance.
- En 1434 : Louis d'Amboise ayant été compromis dans un complot contre Georges Ier de La Trémoille, favori de Charles VII, la seigneurie d'Amboise est confisquée et réunie à la couronne.

Ce fut sous les successeurs immédiats de Charles VII, Louis XI et Charles VIII que le château reçut ses principaux accroissements.
- En 1461, Louis XI qui aimait beaucoup se voir derrière de solides murailles en faisait volontiers sa résidence, mais économe, il ne se mettait guère en frais pour embellir les lieux. Il y fonda l'ordre de chevalerie Saint Michel le 1er août 1469.
- Mais à partir de 1483 Charles VIII, jeune et brillant, que les spectacles de l'Italie avait passionné pour les arts, changeait sans regret l'or des coffres de son prédécesseur en murailles et tourelles. Le château devint alors un des plus précieux monuments de la France ancienne[46].
- Admiratif de la Villa Poggio Reale de Ferdinand le Catholique à Naples, Charles VIII souhaita disposer d'une résidence comparable à Amboise. C'est ainsi qu'à son retour de la première guerre d'Italie en 1496, il fit édifier le logis royal de Château-Gaillard et les Jardins du Roy qu'il confia à la main de l'architecte napolitain Fra Giocondo et à Pacello da Mercogliano maître jardinier.
- En 1516, François Ier met à la disposition de Léonard de Vinci le Clos-Lucé pour lui permettre de travailler en toute quiétude à ses projets. De Vinci a fini de peindre La Joconde à Amboise. Le nom de la ville est d’ailleurs mentionné sur la fiche d’information de l’œuvre au musée du Louvre. Il y demeurera jusqu'à sa mort en 1519.
- En 1518, le baptême du dauphin, François de France, fils aîné de François Ier, est célébré dans la collégiale du château royal, le 25 avril 1518[47]. Le mariage de II de Médicis et de Madeleine de La Tour d'Auvergne, descendante de Louis IX, fut célébré à Amboise le 2 mai 1518[48].
- En 1539, Charles Quint, qui traversa la France du sud au nord, est hébergé au château, quand un incendie se déclare dans la tour Heurtault, où il logeait. Celle-ci fut détruite, mais l'empereur est sauf.
- En 1560 y eut lieu la conjuration d'Amboise qui annonçait les guerres de Religion et dont les conciliabules pour la déjouer se tinrent au Domaine royal de Château Gaillard.
- Le 19 mars 1563 y fut rendu la paix d'Amboise, qui accorda aux calvinistes la liberté de conscience.

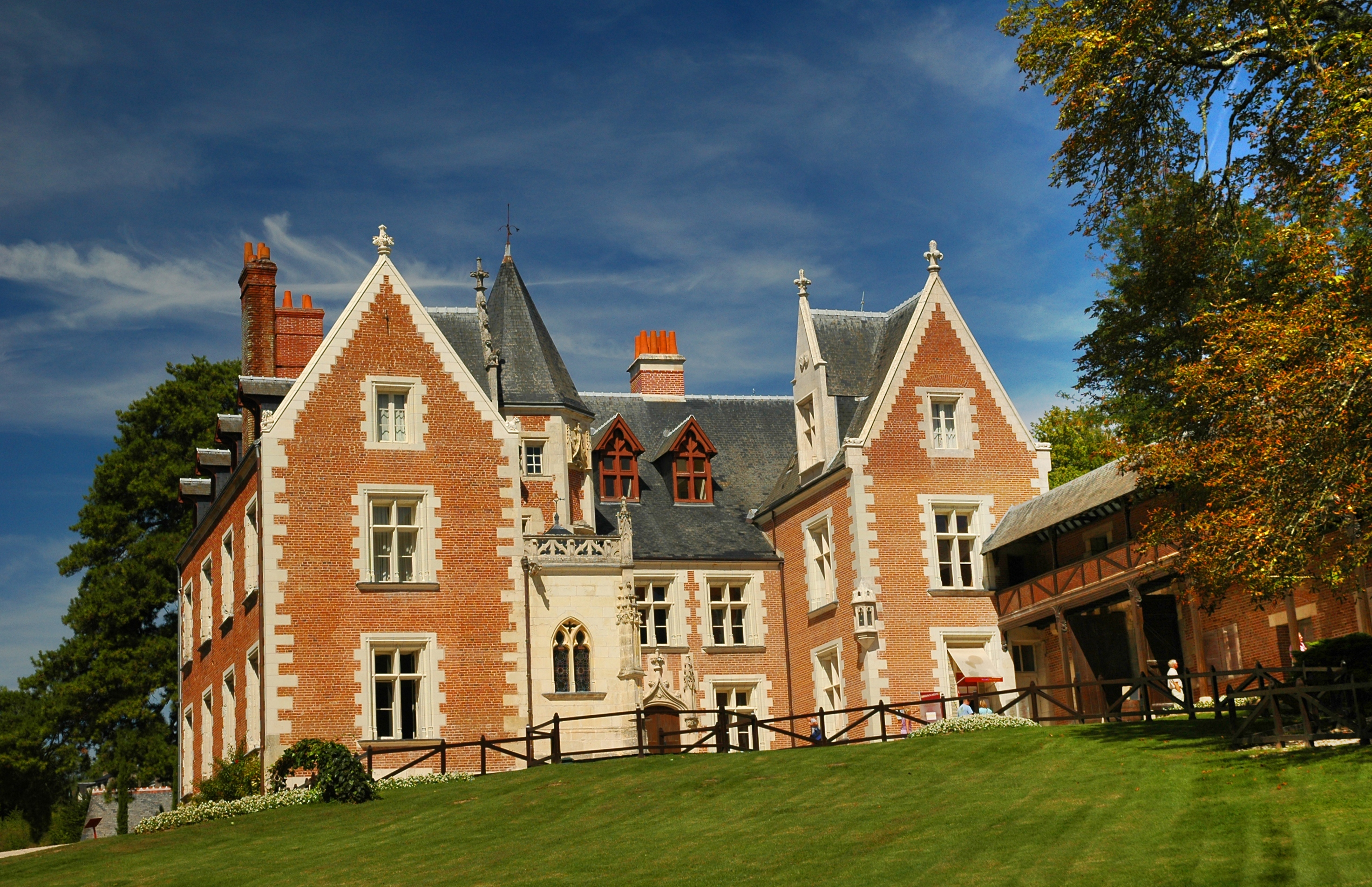
Le château du Clos Lucé à Amboise.

### Période moderne
Au XVIIIe siècle, il existe un péage sur la Loire à Amboise.
Amboise est chef-lieu de district de 1790 à 1795.

### Seconde Guerre mondiale

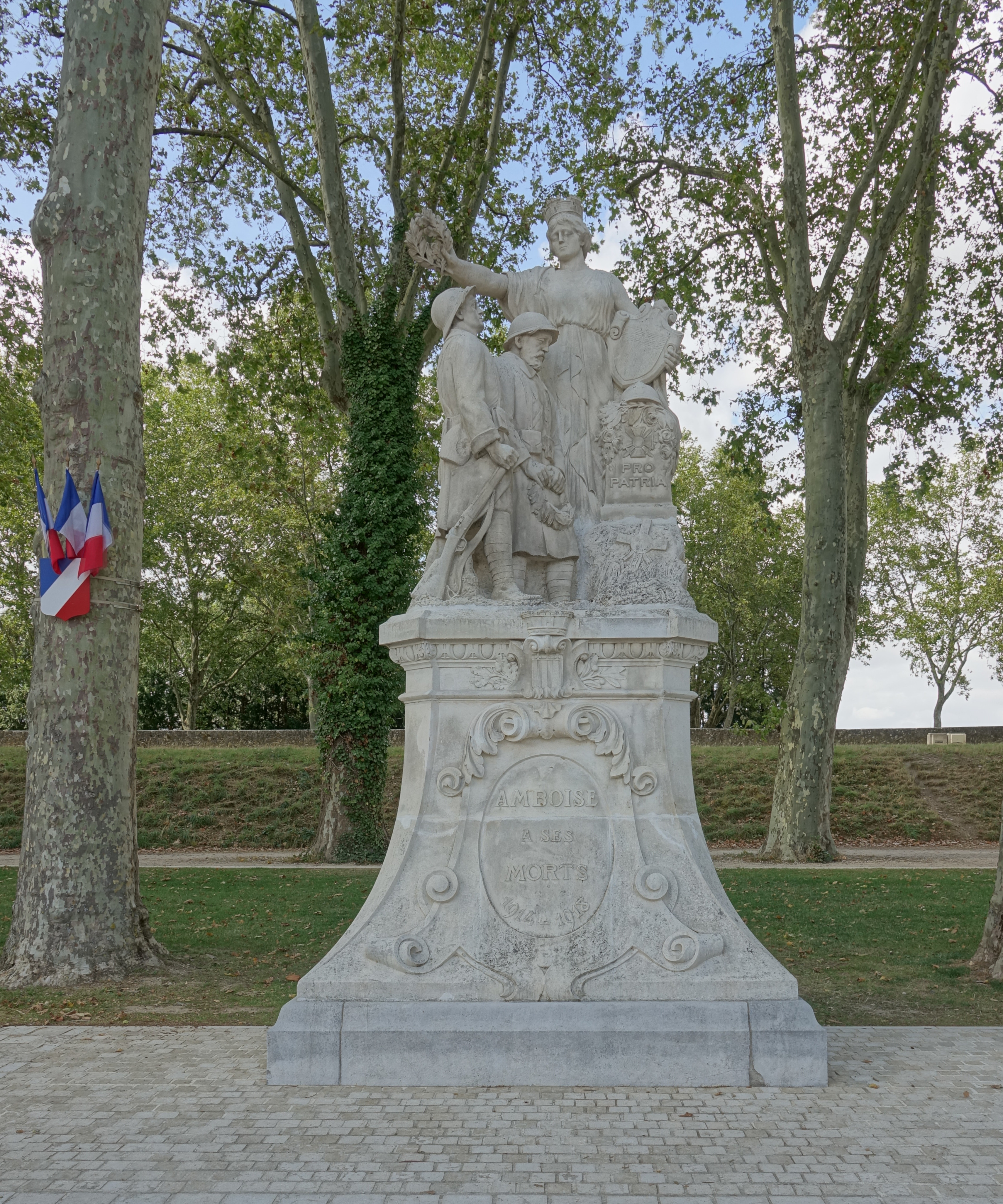
Monument aux morts.

Pendant la bataille de France, à partir de fin mai 1940, Amboise devient le point de passage d'un flot continu de réfugiés fuyant l'avancée ennemie, bientôt suivis par les soldats français qui se replient. La solidarité des habitants s'organise autour de la Croix-Rouge, permettant d'offrir de l'assistance aux plus fragiles et de servir jusqu'à 50 000 repas par jour.
Après la chute de Paris le 10 juin, le haut commandement militaire tente d'établir une ligne de résistance sur la Loire. Les 16 et 17 juin, des avions ennemis bombardent la cité et détruisent notamment la gendarmerie. Le 17 juin à 16 h 30 les soldats du génie font sauter la partie du pont séparant l'île d'Or du pied du château. La défense de la ville est assurée par une unité de chasseurs, renforcée par le régiment d'infanterie coloniale du Maroc (RICM), qui s'est retiré jusque-là en bon ordre, et quelques autres éléments.
Les premiers dommages importants sont causés le 18 juin par une erreur de tir de la batterie française de 155 installée à Chanteloup : un obus destiné aux assaillants incendie le pavillon de Penthièvre du château qui est totalement détruit. En empruntant la partie nord du pont restée intacte, les Allemands s'installent sur l'île d'Or et dirigent un feu intense sur les défenseurs réfugiés dans le château. Des salves de l'artillerie française infligent des pertes considérables aux convois allemands, mais ne peuvent empêcher le franchissement par bateaux de la Loire en amont, à hauteur de Chargé. Malgré la résistance acharnée de ses défenseurs, la ville tombe le 19 juin en fin d’après-midi.
Les dégâts infligés par les combats touchent essentiellement le château et les bâtiments alentour dans la ville et sur l'île d'Or : la chapelle Saint-Hubert est gravement atteinte, toitures éventrées, tours et terrasses criblées d'impacts, plusieurs habitations très endommagées. Dès le 20 juin, les Allemands installent un pont de bateaux, remplacé en juillet par une passerelle en bois et un bac. Pendant l'Occupation, un camp de 600 soldats prisonniers est installé au lieu-dit « la Patte d’Oie »,.

### Liste des maires

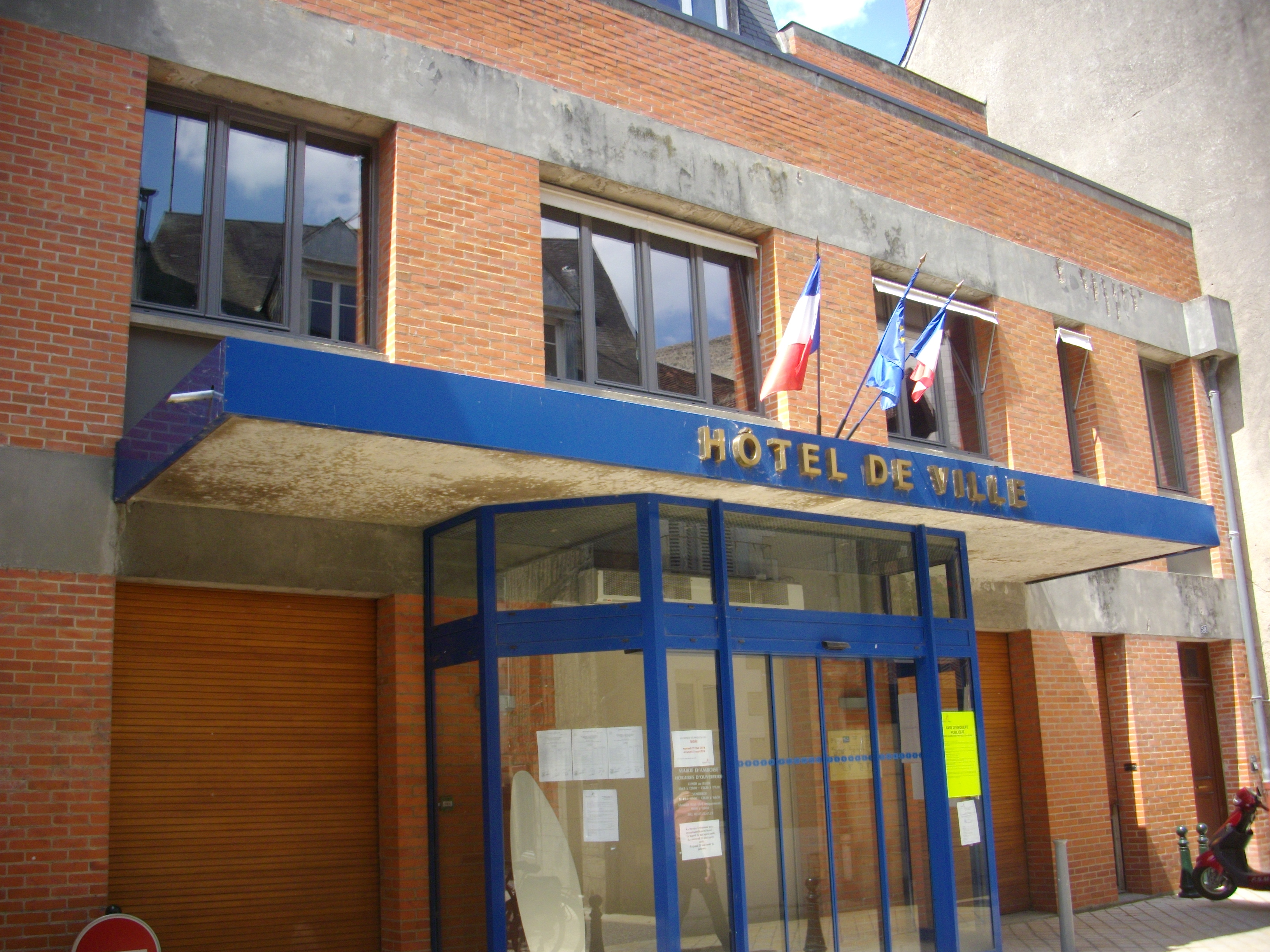
Mairie d'Amboise.

## Politique et administration

### Tendances politiques et résultats
| Scrutin             | Scrutin             | 1er tour | 1er tour | 1er tour | 1er tour | 1er tour  | 1er tour | 1er tour | 1er tour | 1er tour | 1er tour | 1er tour | 1er tour | 2d tour | 2d tour | 2d tour | 2d tour | 2d tour | 2d tour |
| Scrutin             | Scrutin             | 1er      | 1er      | %        | 2e       | 2e        | %        | 3e       | 3e       | %        | 4e       | 4e       | %        | 1er     | 1er     | %       | 2e      | 2e      | %       |
| ------------------- | ------------------- | -------- | -------- | -------- | -------- | --------- | -------- | -------- | -------- | -------- | -------- | -------- | -------- | ------- | ------- | ------- | ------- | ------- | ------- |
| Présidentielle 2017 | Présidentielle 2017 |          | EM       | 24,62    |          | LR        | 23,73    |          | LFI      | 18,69    |          | FN       | 17,60    |         | EM      | 70,08   |         | FN      | 29,92   |
| Présidentielle 2022 | Présidentielle 2022 |          | LREM     | 31,39    |          | RN        | 21,10    |          | LFI      | 20,93    |          | REC      | 6,45     |         | LREM    | 63,20   |         | RN      | 36,80   |
| Législatives 2022   | 2e                  |          | RE-Ens   | 35,05    |          | LFI-Nupes | 25,52    |          | RN       | 18,77    |          | LR       | 7,83     |         | RE      | 56,24   |         | LFI     | 43,76   |
| Législatives 2024   | 2e                  |          | RE-Ens   | 32,96    |          | RN        | 32,24    |          | LFI-NFP  | 25,89    |          | LR       | 6,22     |         | RE      | 63,50   |         | RN      | 36,50   |

### Politique de développement durable
La ville a engagé une politique de développement durable en lançant une démarche d'Agenda 21 en 2008.

### Finances locales
| Évolution de l'endettement (en milliers d’€) : | Évolution de l'endettement par habitant (en €) : |

### Jumelages
- Boppard (Allemagne)
- Fana (Mali)
- Suwa (Japon)
- Vinci (Italie)
- Baleni, judet de Galaţi (Roumanie)
- Vejer de la Frontera (Espagne)

## Population et société

### Démographie
Les habitants sont appelés Amboisiens ou Ambaciens.
L'évolution du nombre d'habitants est connue à travers les recensements de la population effectués dans la commune depuis 1793. Pour les communes de plus de 10 000 habitants les recensements ont lieu chaque année à la suite d'une enquête par sondage auprès d'un échantillon d'adresses représentant 8 % de leurs logements, contrairement aux autres communes qui ont un recensement réel tous les cinq ans,.

En 2022, la commune comptait 13 132 habitants, en évolution de +2,91 % par rapport à 2016 (Indre-et-Loire : +1,67 %, France hors Mayotte : +2,11 %).
| 1793  | 1800  | 1806  | 1821  | 1831  | 1836  | 1841  | 1846  | 1851  |
| ----- | ----- | ----- | ----- | ----- | ----- | ----- | ----- | ----- |
| 5 659 | 5 113 | 5 097 | 5 276 | 4 613 | 4 695 | 4 715 | 4 956 | 4 762 |

| 1856  | 1861  | 1866  | 1872  | 1876  | 1881  | 1886  | 1891  | 1896  |
| ----- | ----- | ----- | ----- | ----- | ----- | ----- | ----- | ----- |
| 4 433 | 4 570 | 4 188 | 4 216 | 4 475 | 4 167 | 4 592 | 4 480 | 4 463 |

| 1901  | 1906  | 1911  | 1921  | 1926  | 1931  | 1936  | 1946  | 1954  |
| ----- | ----- | ----- | ----- | ----- | ----- | ----- | ----- | ----- |
| 4 538 | 4 731 | 4 660 | 4 625 | 4 483 | 4 129 | 4 236 | 4 443 | 6 736 |

| 1962  | 1968  | 1975   | 1982   | 1990   | 1999   | 2006   | 2011   | 2016   |
| ----- | ----- | ------ | ------ | ------ | ------ | ------ | ------ | ------ |
| 7 953 | 8 625 | 10 680 | 10 857 | 10 982 | 11 457 | 12 691 | 13 005 | 12 761 |

| 2021   | 2022   | - | - | - | - | - | - | - |
| ------ | ------ | - | - | - | - | - | - | - |
| 12 938 | 13 132 | - | - | - | - | - | - | - |

- En 1946, la commune de Saint-Denis-Hors a été rattachée à celle d'Amboise.
- Avec 12 505 habitants en 2007, Amboise est le cœur de la deuxième agglomération d'Indre-et-Loire en termes de population après celle de Tours.

### Enseignement
Amboise se trouve dans l'Académie d'Orléans-Tours (Zone B) et dans la circonscription d'Amboise. La ville compte de nombreux établissements scolaires :

#### Écoles maternelles
- École maternelle publique Anne-de Bretagne.
- École maternelle publique Jeanne-d'Arc.
- École maternelle publique Ambroise-Paré.
- École maternelle publique George-Sand.

#### Écoles élémentaires
- École primaire publique Ferry (maternelle et élémentaire).
- École élémentaire publique Paul-Louis-Courier.
- École élémentaire publique Ambroise-Paré.
- École élémentaire publique Rabelais-Richelieu.
- École élémentaire publique George-Sand.
- École élémentaire privée Sainte-Clotilde-Saint-Joseph.

#### Collèges
- Collège André-Malraux.
- Collège Choiseul.
- Collège privé Sainte-Clotilde-Saint-Joseph.

#### Lycées
- Lycée Léonard-de-Vinci.
- Lycée professionnel Jean-Chaptal.
- Lycée professionnel agricole d'Amboise.

## Économie
Outre l'économie résultant du tourisme, la région d'Amboise représente le deuxième pôle industriel d'Indre-et-Loire. Le canton possède un large tissu de PME installées à Amboise et sa périphérie, les plus importantes étant (liste non exhaustive) :
- Fareva et quelques bureaux de Pfizer : laboratoire pharmaceutique (+ de 600 salariés) installé à Pocé-sur-Cisse.
- Ti Automotive : fabrication de pièces pour l'industrie automobile (+ de 450 salariés).
- Lestra (groupe Andres) : fabrication de literie, couettes, duvets et sacs de couchage (+ de 300 salariés).
- Restauration collective Val de France (+ de 220 salariés).
- Mecachrome : fabrication de pièces pour l'industrie automobile et aéronautique (+ de 200 salariés).
- Arch (Lonza) : fabrication de produits pour piscine (+ de 180 salariés).
- NCR : impression d'étiquettes adhésives et de rouleaux imprimés (+ de 160 salariés), installée sur la commune de Pocé-sur-Cisse.
- Jaybeam Wireless : fabrication d'antennes professionnelles (+ de 130 salariés).
- Phenix Metal : constructions métalliques (+ de 110 salariés).
- Saint-Gobain Abrasifs : fabrication de meules minces (+ de 105 salariés).
- Équiplabo : fabrication de matériel de laboratoire (+ de 50) en liquidation[62].
- Groupe Brioche Pasquier : fabrication de biscottes (+ de 70 salariés), usine fermé en 2013 et délocalisée à Brissac-Quincé.
- SOGAREP (groupe AXA) : gestion de contrats santé pour les entreprises (+ 250 salariés).
- VinOpôle Centre-Val de Loire : regroupement des acteurs économiques et culturels du vin en Val de Loire.

## Culture locale et patrimoine

### Lieux et monuments
La ville compte 25 monuments historiques.
Les principaux monuments sont :
- le château d'Amboise[63].

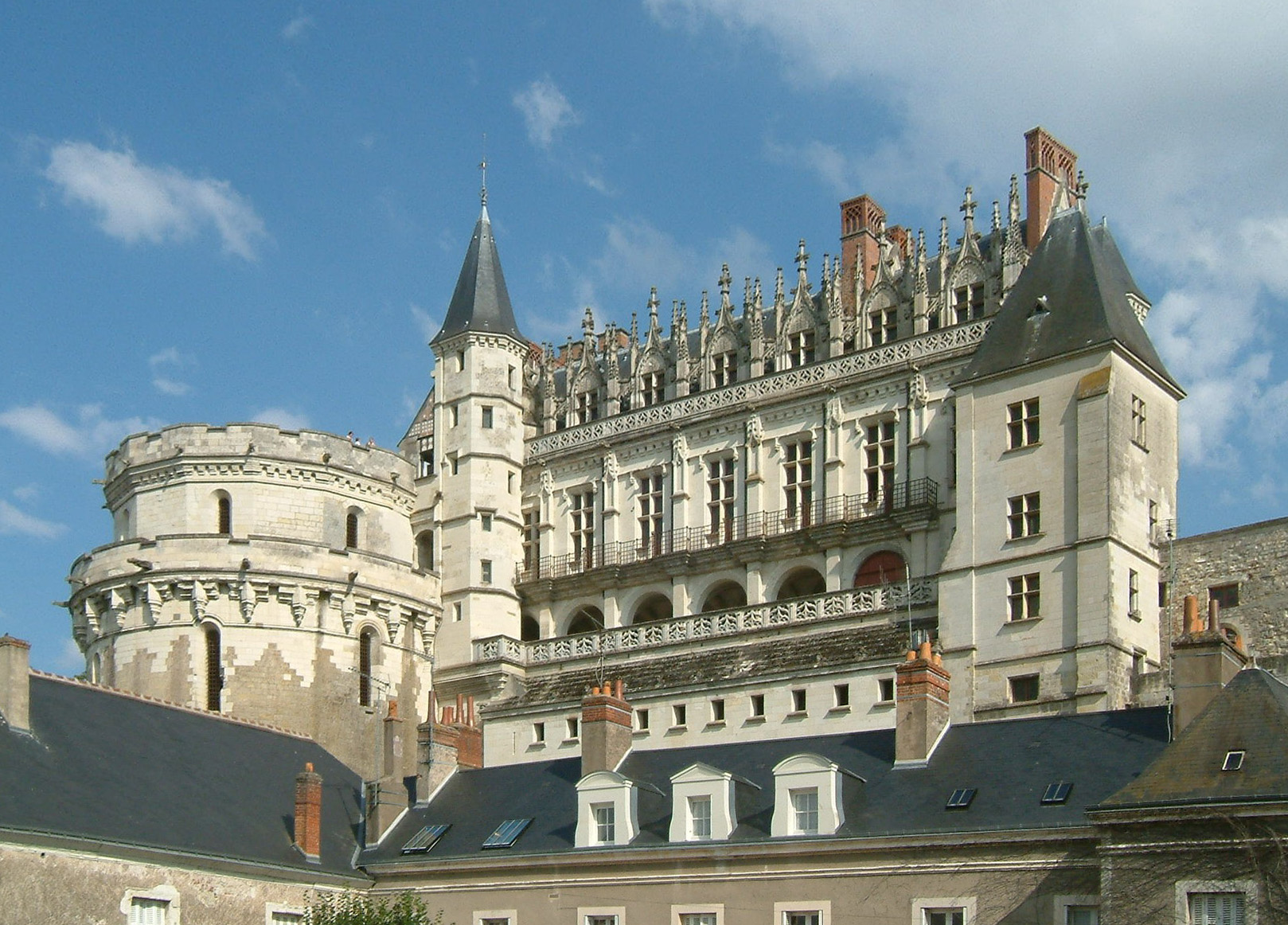
Le château d'Amboise.

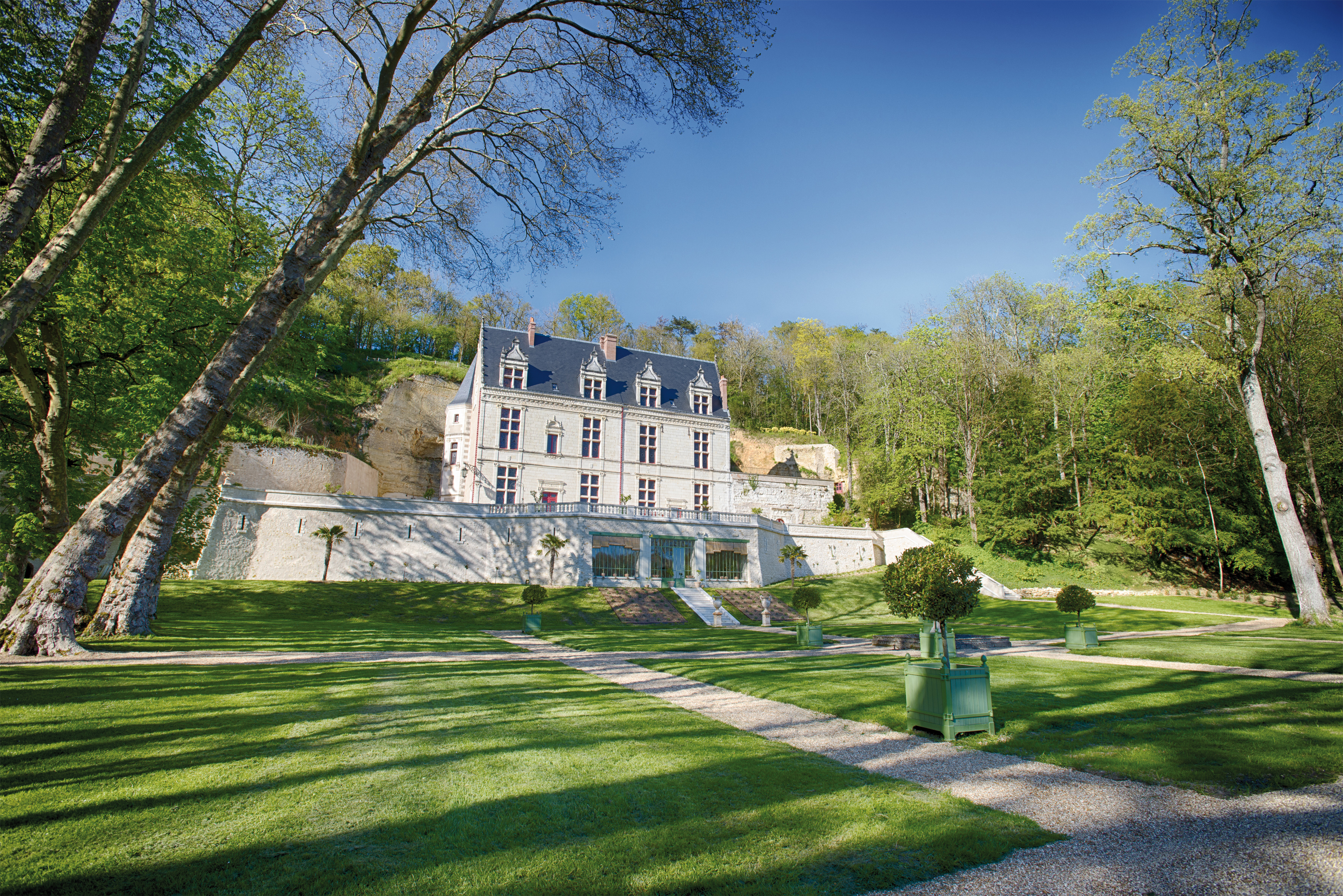
Le domaine-royal de Château-Gaillard.

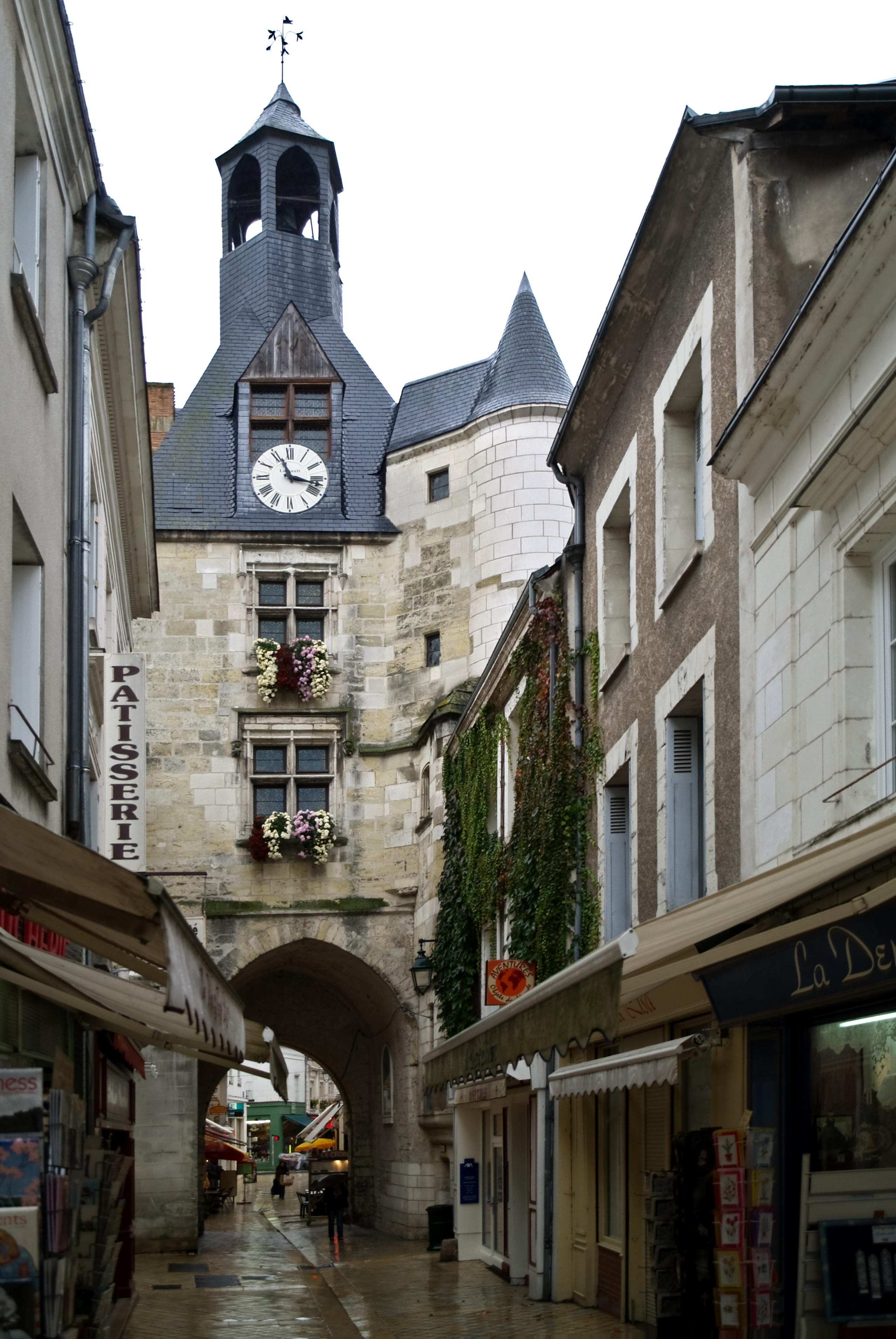
La tour de l'Horloge.

- le Château-Gaillard (Amboise), 15 hectares en centre-ville, les jardins du Roy et la première orangerie « limonaia » en France.
- la tour de l'Horloge : cette tour du XVe siècle a été construite sur une ancienne porte de la ville, alors appelée « porte de l'Amasse ». Le nouveau beffroi a été édifié sous Charles VIII. Commencés en 1495, les travaux se sont terminés vers 1500. Au rez-de-chaussée, la rue Nationale passe sous une voûte en berceau brisé qui est en fait plus ancienne, datant du XIIIe siècle. La tour de l'Horloge est classée monument historique depuis 1933[64].
- le château du Clos Lucé en centre-ville.
- la Maison des Pages de Charles VII.
- la pagode de Chanteloup.
- l'église Saint-Denis, ancienne collégiale.
- l'église Saint-Florentin, construite à la demande de Louis XI.
- la chapelle Saint-Jean d'Amboise.
- la fontaine de Max Ernst.
- le musée Hôtel Morin, datant du début du XVIe siècle.

### Personnalités liées à la commune
L'importance du château royal explique souvent que le nom de nombreux personnages relativement connus ou célèbres soit attaché à Amboise. Le personnage le plus connu ayant séjourné à Amboise est Léonard de Vinci. Ce génie pluridisciplinaire vécut au château du Clos Lucé de 1516 à 1519. Dom Pacello de Mercoliano, le plus célèbre maître jardinier de la Renaissance, serviteur des trois rois de la Renaissance œuvra pour le compte des Rois de France à Château Gaillard. Il en devint le propriétaire grâce à François 1 et y vécut de 1496 à 1534.

#### XXesiècleet contemporains
- Marthe Bertin (1855-1940), femme de lettres, autrice d’une cinquantaine d’ouvrages pour la jeunesse, née et morte à Amboise[65].
- Michel Debré, Premier ministre (1959-1962), rédacteur de la Constitution de la Ve République, en fut le maire de 1966 à 1989.
- Bernard Debré, fils de Michel, homme politique, a également été maire de 1992 à 2001 après la démission de M. Cholet. Il a également été député de la ville de 1986 à 1994.
- Émile Gounin, maire radical socialiste des années 1920 au début des années 1960.
- Camille Aubaude, poétesse.
- Armand Langlois, peintre, fresquiste, sculpteur et plasticien.
- Martine Le Coz, femme de lettres, prix Renaudot 2001, habitante de la ville et marraine de la médiathèque Aimé-Césaire, remplaçant depuis le 16 octobre 2010 un hôtel particulier entre le château et la Loire.
- Jacqueline Apollinaire, née Amélia Kolb (1891-1967), veuve du poète Apollinaire qu'elle avait épousé le 2 mai 1918 à Paris, est décédée à Amboise le 21 août 1967, au lieu-dit Chandon, où elle habitait depuis plus de vingt ans.
- Jehanne d'Orliac, femme de lettres, morte le 26 août 1974 dans son pavillon de la « grille dorée » au château de Chanteloup.
- Pierre Pasquet (1925-2013), maître d’équipage, fondateur du Vautrait d'Amboise.
- Gonzague Saint Bris (1948-2017), écrivain, historien, prix Interallié 2002, a passé sa jeunesse au Clos Lucé, propriété de sa famille depuis 1855.
- Patrice Poidevin, artiste peintre abstrait, président de l'Association Artistes en Val d'Amboise, directeur général de la galerie d'Art Rabelais18

#### XIXesiècle
- Eugène Henri Pic-Pâris (1836, Amboise - 1917, Tours), homme politique, maire de Tours, sénateur d'Indre-et-Loire.
- L'émir Abd el-Kader, fondateur de l'État algérien, fut assigné à résidence au château d'Amboise de 1848 à 1852.
- Félix Faure (1841-1899), président de la République française de 1895 à 1899, effectue en 1861 une formation de tanneur à Amboise, et y épouse, le 18 juillet 1865, Marie-Mathilde Berthe Belluot[66].
- Ernest Mabille, industriel, grand fabricant de pressoirs et machines viticoles, maire d'Amboise entre 1896 et 1906, propriétaire du Domaine royal de Château Gaillard
- Maurice Allard (1860-1942), avocat, journaliste et député socialiste du Var de 1898 à 1910.

#### XVIIIesiècle
- L'architecte néoclassique Barnabé Guimard , architecte du Quartier Royal à Bruxelles sur commande des Autrichiens, est né à Amboise le 11 juin 1739.
- Le philosophe Louis-Claude de Saint-Martin, auteur d'après Louis Blanc de la devise « Liberté, Égalité, Fraternité », est né à Amboise en 1743 dans un hôtel particulier toujours debout.
- Jacques Pierre Orillard de Villemanzy, intendant général, général de division et homme politique, est né à Amboise le 5 janvier 1751.
- Joseph Sébastien Mayer (1763-1834), général des armées de la République et de l'Empire, y est décédé.
- Noël Jacques de Perceval (1769-1848), militaire, homme politique né à Amboise, député d'Indre-et-Loire.
- David Buhl (1781-1860), trompettiste, pédagogue et compositeur français, y est né.

#### XVIIesiècle
- Les peintres Henri et Charles Beaubrun y sont nés respectivement en 1603 et 1604.
- Le poète Jean Commire y est né en 1625.

#### XVIesiècle
- Léonard de Vinci, invité par François Ier de France, passa trois ans au château du Clos Lucé, sa résidence de 1516 à 1519, année de sa mort.
- Dom Pacello de Mercoliano, moine napolitain et architecte des Jardins royaux et du Domaine royal de Château Gaillard où il implanta les Jardins du Roy et les premiers orangers en France de 1496 à 1534
- Claude Chappuys, né à Amboise vers 1500, écrivain de la Renaissance, gardien de la Bibliothèque royale et valet de chambre de François Ier de 1532 à 1565, proche parent du sommelier de l'échansonnerie du dauphin, Héliot Chapuis (1468)[67].
- Gabriel Chappuys, né à Amboise entre 1546 et 1550, neveu de Claude Chappuys, historiographe de France, secrétaire-interprète du roi[67].

#### XVesiècle
- Charles Ier d'Orléans, né à Paris le 24 novembre 1394 et mort à Amboise le 5 janvier 1465, duc d'Orléans, est un prince connu surtout pour ses œuvres poétiques écrites lors de sa longue captivité anglaise. Il est le fils de Louis Ier, duc d'Orléans (le frère du roi de France Charles VI), et de Valentine Visconti, fille du duc de Milan.
- Le roi Charles VIII naquit et mourut à Amboise (1470-1498).
- La reine Marie d'Anjou, épouse de Charles VII, quitta le château d'Amboise en 1461, après l'arrivée de la famille de son fils Louis XI et de son épouse Charlotte de Savoie qui y demeura jusqu'à sa mort en 1483.
- Colin de Biard, maître maçon, naquit et mourut à Amboise (1460-1515).

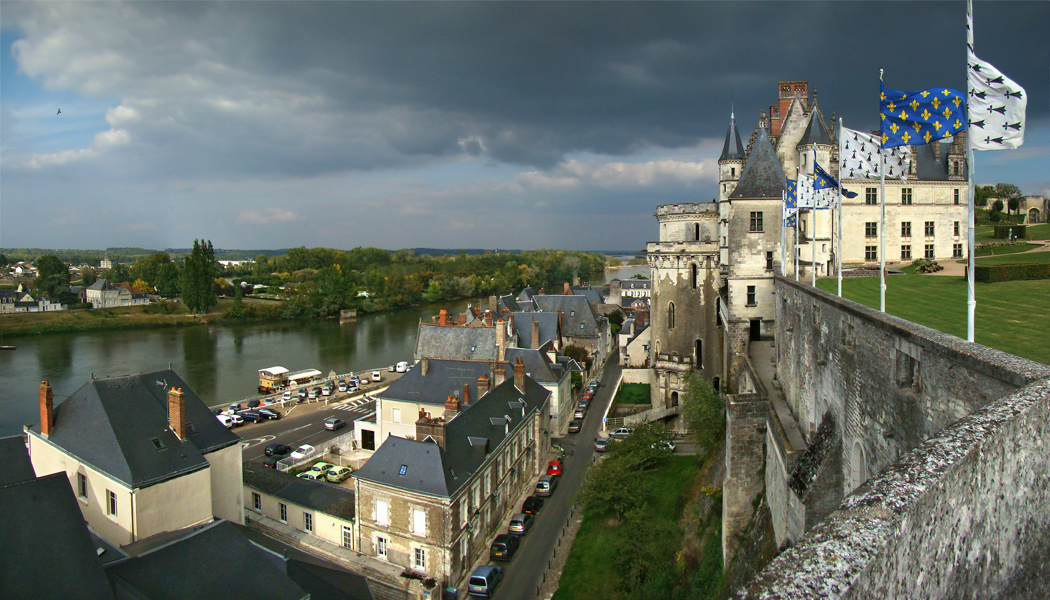
Le château surplombant la ville d'Amboise.

### Héraldique, logo et devise

#### Héraldique
| Blason d'Amboise | Les armes d'Amboise se blasonnent ainsi : Palé d'or et de gueules de six pièces, au chef d'azur chargé de trois fleurs de lys d'or |

#### Logo

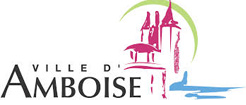
Logo d'Amboise.